# Ptychotricos episcepsidis
Ptychotricos episcepsidis là một loài bướm đêm thuộc phân họ Arctiinae, họ Erebidae.